# 加纳大学
加纳大学是一所位于加纳阿克拉的公立大学，也是该国最古老的公立大学。該大學成立於1948年，当时名为黄金海岸大学学院。1961年更名加纳大学。